# Cuba aux Jeux olympiques d'été de 2020
Cuba participe aux Jeux olympiques de 2020 à Tokyo au Japon. Il s'agit de sa 21e participation à des Jeux d'été.

## Médaillés
| Sport       | Discipline                | Athlète(s)                    | Performance                         | Date   |
| ----------- | ------------------------- | ----------------------------- | ----------------------------------- | ------ |
| Lutte       | Moins de 60 kg hommes     | Luis Orta                     | Ken'ichirō Fumita Victoire 5-1      | 2 août |
| Lutte       | Moins de 130 kg hommes    | Mijaín López                  | Iakob Kajaia Victoire 5-0           | 2 août |
| Canoë-kayak | C2 1 000 m hommes         | Serguey Torres Fernando Jorge | 3 min 24 s 995                      | 3 août |
| Boxe        | Welters hommes (-69 kg)   | Roniel Iglesias               | Pat McCormack Victoire 5-0          | 3 août |
| Boxe        | Mi-lourds hommes (-81 kg) | Arlen López                   | Benjamin Whittaker Victoire 4-1     | 4 août |
| Boxe        | Lourds hommes (-91 kg)    | Julio César de la Cruz        | Muslim Gadzhimagomedov Victoire 5-0 | 6 août |
| Boxe        | Légers hommes (-63 kg)    | Andy Cruz Gómez               | Keyshawn Davis Victoire 4-1         | 8 août |

| Sport      | Discipline                        | Athlète(s)             | Performance              | Date       |
| ---------- | --------------------------------- | ---------------------- | ------------------------ | ---------- |
| Judo       | Plus de 78 kg femmes              | Idalys Ortíz           | Akira Sone Défaite 00-10 | 30 juillet |
| Athlétisme | Saut en longueur masculin         | Juan Miguel Echevarría | 8,41 m                   | 2 août     |
| Tir        | Pistolet à 25 m hommes tir rapide | Leuris Pupo            | 29 points                | 2 août     |

| Sport      | Discipline                | Athlète(s)     | Performance                      | Date       |
| ---------- | ------------------------- | -------------- | -------------------------------- | ---------- |
| Taekwondo  | Plus de 80 kg hommes      | Rafael Alba    | Sun Hongyi Victoire 5-4          | 27 juillet |
| Athlétisme | Saut en longueur masculin | Maykel Massó   | 8,21 m                           | 2 août     |
| Athlétisme | Lancer du disque féminin  | Yaimé Pérez    | 65,72 m                          | 2 août     |
| Boxe       | Plumes hommes (-57 kg)    | Lázaro Álvarez | Albert Batyrgaziev Défaite 2-3   | 2 août     |
| Lutte      | Moins de 97 kg hommes     | Reineris Salas | Abdulrashid Sadulaev Défaite 0-4 | 7 août     |

| Sport       |   |   |   | Total |
| ----------- | - | - | - | ----- |
| Athlétisme  | 0 | 1 | 2 | 3     |
| Boxe        | 4 | 0 | 1 | 5     |
| Canoë-kayak | 1 | 0 | 0 | 1     |
| Judo        | 0 | 1 | 0 | 1     |
| Lutte       | 2 | 0 | 1 | 3     |
| Taekwondo   | 0 | 0 | 1 | 1     |
| Tir         | 0 | 1 | 0 | 1     |
| Total       | 7 | 3 | 5 | 15    |

| Jour       |   |   |   | Total |
| ---------- | - | - | - | ----- |
| 27 juillet | 0 | 0 | 1 | 1     |
| 30 juillet | 0 | 1 | 0 | 1     |
| 2 août     | 2 | 2 | 3 | 7     |
| 3 août     | 2 | 0 | 0 | 2     |
| 4 août     | 1 | 0 | 0 | 1     |
| 6 août     | 1 | 0 | 0 | 1     |
| 7 août     | 0 | 0 | 1 | 1     |
| 8 août     | 1 | 0 | 0 | 1     |
| Total      | 7 | 3 | 5 | 15    |

| Sexe   |   |   |   | Total |
| ------ | - | - | - | ----- |
| Femmes | 0 | 1 | 1 | 2     |
| Hommes | 7 | 2 | 4 | 13    |
| Total  | 7 | 3 | 5 | 15    |

## Athlètes engagés
| Sport              | Hommes | Femmes | Total |
| ------------------ | ------ | ------ | ----- |
| Athlétisme         | 6      | 12     | 18    |
| Aviron             | 0      | 1      | 1     |
| Beach-volley       | 0      | 2      | 2     |
| Boxe               | 7      | 0      | 7     |
| Canoë-kayak        | 3      | 2      | 5     |
| Cyclisme           | 0      | 1      | 1     |
| Gymnastique        | 0      | 1      | 1     |
| Haltérophilie      | 1      | 3      | 4     |
| Judo               | 3      | 3      | 6     |
| Lutte              | 9      | 3      | 12    |
| Natation           | 1      | 1      | 2     |
| Pentathlon moderne | 1      | 1      | 2     |
| Taekwondo          | 1      | 0      | 1     |
| Tennis de table    | 1      | 1      | 2     |
| Tir                | 3      | 2      | 5     |
| Total              | 36     | 33     | 69    |

## Résultats

### Athlétisme
| Athlète                                                           | Épreuve                  | Séries       | Séries | Demi-finales  | Demi-finales | Finale        | Finale   |
| Athlète                                                           | Épreuve                  | Temps        | Rang   | Temps         | Rang         | Temps         | Rang     |
| ----------------------------------------------------------------- | ------------------------ | ------------ | ------ | ------------- | ------------ | ------------- | -------- |
| Roxana Gómez                                                      | 400 m féminin            | 50 s 76      | 2e     | 49 s 71       | 3e           | Abandon       | Abandon  |
| Rose Mary Almanza                                                 | 800 m féminin            | 2 min 0 s 71 | 1re    | 1 min 59 s 65 | 4e           | Éliminée      | Éliminée |
| Zurian Hechavarría                                                | 400 m haies féminin      | 54 s 99      | 6e     | 55 s 21       | 4e           | Éliminée      | Éliminée |
| Rose Mary Almanza Sahily Diago Zurian Hechavarría Lisneidy Veitía | Relais 4 x 400 m féminin | 3 min 24 s 4 | 2e     | Non disputé   | Non disputé  | 3 min 26 s 92 | 8e       |

| Athlètes               | Épreuve                                                               | Qualification | Qualification | Finale        | Finale                              |
| Athlètes               | Épreuve                                                               | Performance   | Rang          | Performance   | Rang                                |
| ---------------------- | --------------------------------------------------------------------- | ------------- | ------------- | ------------- | ----------------------------------- |
| Juan Miguel Echevarría | Saut en longueur masculin                                             | 8,50 m        | 1er           | 8,41 m        | Médaille d'argent, Jeux olympiques  |
| Lester Lescay          | Saut en longueur masculin                                             | 7,69 m        | 25e           | Non qualifié  |                                     |
| Maykel Massó           | Saut en longueur masculin                                             | 8,07 m        | 7e            | 8,21 m        | Médaille de bronze, Jeux olympiques |
| Andy Díaz              | Triple saut masculin\|style="text-align:left;"\| Triple saut masculin | Forfait       | Non qualifié  |               |                                     |
| Cristian Nápoles       | Triple saut masculin\|style="text-align:left;"\| Triple saut masculin | 17,08 m       | 4e            | 16,63 m       | 10e                                 |
| Luis Zayas             | Saut en hauteur masculin                                              | 2,17 m        | 26e           | Non qualifié  |                                     |
| Leyanis Pérez          | Triple saut féminin                                                   | Forfait       | Non qualifiée |               |                                     |
| Liadagmis Povea        | Triple saut féminin                                                   | 14,50 m       | 5e            | 14,70 m       | 5e                                  |
| Davisleydi Velazco     | Triple saut féminin                                                   | 14,14 m       | 15e           | Non qualifiée |                                     |
| Denia Caballero        | Lancer du disque féminin                                              | 57,96 m       | 23e           | Non qualifiée |                                     |
| Yaimé Pérez            | Lancer du disque féminin                                              | 63,18 m       | 7e            | 65,72 m       | Médaille de bronze, Jeux olympiques |
| Yarisley Silva         | Saut à la perche féminin                                              | 4,55 m        | 8e            | 4,50 m        | 8e                                  |

| Athlète            | Épreuve  | 100 H   | SH      | LP      | 200 m   | SL      | LJ      | 800 m   | Total   | Rang    |
| ------------------ | -------- | ------- | ------- | ------- | ------- | ------- | ------- | ------- | ------- | ------- |
| Yorgelis Rodríguez | Résultat | Abandon | Forfait | Forfait | Forfait | Forfait | Forfait | Forfait | Abandon | Abandon |
| Yorgelis Rodríguez | Points   | 0       | 0       | -       | -       | -       | -       | -       | Abandon | Abandon |

### Aviron
| Athlète       | Séries      | Séries | Repêchages    | Repêchages | Quarts de finale | Quarts de finale | Demi-finales                  | Demi-finales | Finale                 | Finale |
| Athlète       | Temps       | Rang   | Temps         | Rang       | Temps            | Rang             | Temps                         | Rang         | Temps                  | Rang   |
| ------------- | ----------- | ------ | ------------- | ---------- | ---------------- | ---------------- | ----------------------------- | ------------ | ---------------------- | ------ |
| Milena Venega | 8 min 3 s 0 | 4e     | 8 min 17 s 30 | 1re        | 8 min 25 s 26    | 5e               | Demi-finale C/D 7 min 41 s 18 | 3e           | Finale C 7 min 47 s 40 | 17e    |

### Beach-volley
| Athlètes                       | Tour préliminaire                               | Tour préliminaire                            | Tour préliminaire                           | Tour préliminaire | Repêchage                           | 1/8e de finale                       | Quarts de finale | Demi-finales     | Finale / 3e place | Rang      |
| Athlètes                       | Adversaire Score                                | Adversaire Score                             | Adversaire Score                            | Rang              | Adversaire Score                    | Adversaire Score                     | Adversaire Score | Adversaire Score | Adversaire Score  | Rang      |
| ------------------------------ | ----------------------------------------------- | -------------------------------------------- | ------------------------------------------- | ----------------- | ----------------------------------- | ------------------------------------ | ---------------- | ---------------- | ----------------- | --------- |
| Lidy Echevarría Leila Martínez | Artacho del Solar / Clancy Défaite 15-21, 14-21 | Kholomina / Makroguzova Défaite 16-21, 11-21 | Menegatti / Orsi Toth Victoire 21-16, 21-16 | 3e                | Schoon / Stam Victoire 21-17, 21-17 | Klineman / Ross Défaite 17-21, 15-21 | Éliminées        | Éliminées        | Éliminées         | Éliminées |

### Boxe
| Athlète                | Catégorie                    | 1/16e de finale     | 1/8e de finale              | Quart de finale          | Demi-finale             | Finale                       | Rang                                |
| Athlète                | Catégorie                    | Adversaire Résultat | Adversaire Résultat         | Adversaire Résultat      | Adversaire Résultat     | Adversaire Résultat          | Rang                                |
| ---------------------- | ---------------------------- | ------------------- | --------------------------- | ------------------------ | ----------------------- | ---------------------------- | ----------------------------------- |
| Yosvany Veitía         | Mouches hommes (-52 kg)      | Exempté             | Tetteh Victoire 5-0         | Yafai Défaite 1-4        | Éliminé                 | Éliminé                      | Éliminé                             |
| Lázaro Álvarez         | Plumes hommes (-57 kg)       | Exempté             | Shahbakhsh Victoire (RSC-I) | Butdee Victoire 3-2      | Batyrgaziev Défaite 2-3 | Éliminé                      | Médaille de bronze, Jeux olympiques |
| Andy Cruz Gómez        | Légers hommes (-63 kg)       | Exempté             | L. McCormack Victoire 5-0   | de Oliveira Victoire 4-1 | Garside Victoire 5-0    | Davis Victoire 4-1           | Médaille d'or, Jeux olympiques      |
| Roniel Iglesias        | Welters hommes (-69 kg)      | Exempté             | Okazawa Victoire 3-2        | Johnson Victoire 5-0     | Zamkovoy Victoire 5-0   | P. McCormack Victoire 5-0    | Médaille d'or, Jeux olympiques      |
| Arlen López            | Mi-lourds hommes (-81 kg)    | Exempté             | Houmri Victoire 5-0         | Romero Victoire 5-0      | Alfonso Victoire 5-0    | Whittaker Victoire 4-1       | Médaille d'or, Jeux olympiques      |
| Julio César de la Cruz | Lourds hommes (-91 kg)       | Exempté             | Ochola Victoire 5-0         | Reyes Victoire 4-1       | Teixeira Victoire 4-1   | Gadzhimagomedov Victoire 5-0 | Médaille d'or, Jeux olympiques      |
| Dainier Peró           | Super-lourds hommes (+91 kg) | Exempté             | Salcedo Victoire 5-0        | Torrez Défaite 1-4       | Éliminé                 | Éliminé                      | Éliminé                             |

### Canoë-kayak
| Athlète                           | Compétition       | Séries         | Séries | Quarts de finale | Quarts de finale | Demi-finales   | Demi-finales | Finale Finale B Finale C | Finale Finale B Finale C       |
| Athlète                           | Compétition       | Temps          | Rang   | Temps            | Rang             | Temps          | Rang         | Temps                    | Rang                           |
| --------------------------------- | ----------------- | -------------- | ------ | ---------------- | ---------------- | -------------- | ------------ | ------------------------ | ------------------------------ |
| Fernando Jorge                    | C1 1 000 m hommes | 4 min 4 s 378  | 1er    | Exempté          | Exempté          | 4 min 4 s 725  | 4e           | Finale A 4 min 13 s 918  | 7e                             |
| José Ramón Pelier                 | C1 1 000 m hommes | 4 min 6 s 343  | 2e     | Exempté          | Exempté          | 4 min 9 s 696  | 6e           | Finale A 4 min 2 s 915   | 9e                             |
| Fernando Jorge Serguey Torres     | C2 100 m hommes   | 3 min 39 s 028 | 2e     | Exemptés         | Exemptés         | 3 min 27 s 102 | 2e           | Finale A 3 min 24 s 995  | Médaille d'or, Jeux olympiques |
| Yarisleidis Cirilo                | C1 200 m femmes   | 47 s 267       | 2e     | Exemptée         | Exemptée         | 48 s 375       | 6e           | Finale B 48 s 582        | 12e                            |
| Katherin Nuevo                    | C1 200 m femmes   | 46 s 533       | 2e     | Exemptée         | Exemptée         | 49 s 242       | 8e           | Finale B 49 s 024        | 16e                            |
| Yarisleidis Cirilo Katherin Nuevo | C2 500 m femmes   | 2 min 3 s 229  | 3e     | 2 min 3 s 282    | 1er              | 2 min 3 s 655  | 2e           | Finale A 2 min 1 s 623   | 6e                             |

### Cyclisme sur route
| Athlète        | Compétition     | Temps           | Rang |
| -------------- | --------------- | --------------- | ---- |
| Arlenis Sierra | Course en ligne | 3 h 59 min 47 s | 34e  |

### Gymnastique rtistique
| Athlète        | Compétition    | Qualifications | Qualifications      | Qualifications | Qualifications | Qualifications | Qualifications | Finale        | Finale              | Finale        | Finale        | Finale        | Finale        |
| Athlète        | Compétition    | Appareil       | Appareil            | Appareil       | Appareil       | Total          | Rang           | Appareil      | Appareil            | Appareil      | Appareil      | Total         | Rang          |
| Athlète        | Compétition    | Saut           | Barres asymétriques | Poutre         | Sol            | Total          | Rang           | Saut          | Barres asymétriques | Poutre        | Sol           | Total         | Rang          |
| -------------- | -------------- | -------------- | ------------------- | -------------- | -------------- | -------------- | -------------- | ------------- | ------------------- | ------------- | ------------- | ------------- | ------------- |
| Marcia Videaux | Saut de cheval | 13,499         | -                   | -              | -              | 13,499         | 16e            | Non qualifiée | Non qualifiée       | Non qualifiée | Non qualifiée | Non qualifiée | Non qualifiée |

### Haltérophilie
| Athlète      | Compétition    | Arraché  | Arraché | Épaulé-jeté | Épaulé-jeté | Total  | Rang |
| Athlète      | Compétition    | Résultat | Rang    | Résultat    | Rang        | Total  | Rang |
| ------------ | -------------- | -------- | ------- | ----------- | ----------- | ------ | ---- |
| Olfides Sáez | Moins de 96 kg | 156 kg   | 11e     | 203 kg      | 7e          | 359 kg | 9e   |

| Athlète          | Compétition    | Arraché  | Arraché | Épaulé-jeté | Épaulé-jeté | Total  | Rang |
| Athlète          | Compétition    | Résultat | Rang    | Résultat    | Rang        | Total  | Rang |
| ---------------- | -------------- | -------- | ------- | ----------- | ----------- | ------ | ---- |
| Ludia Montero    | Moins de 49 kg | 82 kg    | 5e      | 96 kg       | 7e          | 128 kg | 6e   |
| Marina Rodríguez | Moins de 64 kg | 98 kg    | 11e     | 123 kg      | 6e          | 221 kg | 8e   |
| Eyurkenia Pileta | Plus de 87 kg  | 98 kg    | 11e     | 129 kg      | 8e          | 225 kg | 9e   |

### Judo
| Athlète            | Compétition           | 1er tour               | 2e tour               | Quart de finale       | Demi-finale          | Repêchage                | Finale               | Rang                               |
| Athlète            | Compétition           | Adversaire Résultat    | Adversaire Résultat   | Adversaire Résultat   | Adversaire Résultat  | Adversaire Résultat      | Adversaire Résultat  | Rang                               |
| ------------------ | --------------------- | ---------------------- | --------------------- | --------------------- | -------------------- | ------------------------ | -------------------- | ---------------------------------- |
| Magdiel Estrada    | Moins de 73 kg hommes | Sterpu Défaite 00-10   | Éliminé               | Éliminé               | Éliminé              | Éliminé                  | Éliminé              | Éliminé                            |
| Iván Felipe Silva  | Moins de 90 kg hommes | Žgank Défaite 00-01    | Éliminé               | Éliminé               | Éliminé              | Éliminé                  | Éliminé              | Éliminé                            |
| Andy Granda        | Plus de 100 kg hommes | Rakhimov Défaite 00-01 | Éliminé               | Éliminé               | Éliminé              | Éliminé                  | Éliminé              | Éliminé                            |
| Maylín del Toro    | Moins de 63 kg femmes | Dahouk Victoire 10-00  | Barrios Défaite 00-10 | Éliminée              | Éliminée             | Éliminée                 | Éliminée             | Éliminée                           |
| Kaliema Antomarchi | Moins de 78 kg femmes | Exemptée               | Prodan Victoire 01-00 | Malonga Défaite 01-11 | Non qualifiée        | Steenhuis Victoire 10-00 | Wagner Défaite 00-01 | 5e                                 |
| Idalys Ortíz       | Plus de 78 kg femmes  | Exemptée               | Nunes Victoire 01-00  | Xu Victoire 10-00     | Dicko Victoire 11-00 | -                        | Sone Défaite 00-10   | Médaille d'argent, Jeux olympiques |

### Lutte
| Athlète          | Compétition  | Huitièmes de finale         | Quarts de finale    | Demi-finales         | Repêchage              | Finale 3e place Classement | Rang                                |
| Athlète          | Compétition  | Adversaire Résultat         | Adversaire Résultat | Adversaire Résultat  | Adversaire Résultat    | Adversaire Résultat        | Rang                                |
| ---------------- | ------------ | --------------------------- | ------------------- | -------------------- | ---------------------- | -------------------------- | ----------------------------------- |
| Alejandro Valdés | 65 kg hommes | Niyazbekov Défaite 11-21    | Éliminé             | Éliminé              | Éliminé                | Éliminé                    | 11e                                 |
| Geandry Garzón   | 74 kg hommes | Kadzimahamedau Défaite 8-12 | Non qualifié        | Non qualifié         | Dake Défaite 0-10      | Éliminé                    | 9e                                  |
| Reineris Salas   | 97 kg hommes | Hushtyn Victoire 4-3        | Nurov Victoire 6-4  | Sadulaev Défaite 0-4 | -                      | Şərifov Victoire 3-3       | Médaille de bronze, Jeux olympiques |
| Yusneylys Guzmán | 50 kg femmes | Sun Défaite 2-8             | Non qualifiée       | Non qualifiée        | Livach Défaite 0-6     | Éliminée                   | 12e                                 |
| Laura Hérin      | 53 kg femmes | Pang Défaite 0-2            | Non qualifiée       | Non qualifiée        | Winchester Défaite 0-5 | Éliminée                   | 15e                                 |
| Yudaris Sánchez  | 68 kg femmes | Zhou Défaite 2-13           | Éliminée            | Éliminée             | Éliminée               | Éliminée                   | 12e                                 |

| Athlète          | Compétition | Huitièmes de finale          | Quarts de finale        | Demi-finales          | Repêchage           | Finale 3e place Classement | Rang                           |
| Athlète          | Compétition | Adversaire Résultat          | Adversaire Résultat     | Adversaire Résultat   | Adversaire Résultat | Adversaire Résultat        | Rang                           |
| ---------------- | ----------- | ---------------------------- | ----------------------- | --------------------- | ------------------- | -------------------------- | ------------------------------ |
| Luis Orta        | 60 kg       | Hafizov Victoire 5-0         | Emelin Victoire 4-3     | Ciobanu Victoire 11-0 | -                   | Fumita Victoire 5-1        | Médaille d'or, Jeux olympiques |
| Ismael Borrero   | 67 kg       | Zoidze Défaite 2-3           | Éliminé                 | Éliminé               | Éliminé             | Éliminé                    | 11e                            |
| Yosvanys Peña    | 77 kg       | Geraei Défaite 3-7           | Éliminé                 | Éliminé               | Éliminé             | Éliminé                    | 10e                            |
| Daniel Grégorich | 87 kg       | Abbasov Victoire 3-1         | Metwally Défaite 0-4    | Éliminé               | Éliminé             | Éliminé                    | 9e                             |
| Gabriel Rosillo  | 97 kg       | Savolainen Défaite 1-3       | Éliminé                 | Éliminé               | Éliminé             | Éliminé                    | 13e                            |
| Mijaín López     | 130 kg      | Alexuc-Ciurariu Victoire 9-0 | Mirzazadeh Victoire 8-0 | Kayaalp Victoire 2-0  | -                   | Kajaia Victoire 5-0        | Médaille d'or, Jeux olympiques |

### Natation
| Athlète          | Épreuve        | Séries        | Séries | Demi-finales | Demi-finales | Finale  | Finale  |
| Athlète          | Épreuve        | Temps         | Rang   | Temps        | Rang         | Temps   | Rang    |
| ---------------- | -------------- | ------------- | ------ | ------------ | ------------ | ------- | ------- |
| Luis Vega Torres | 200 m papillon | 1 min 59 s 0  | 31e    | Éliminé      | Éliminé      | Éliminé | Éliminé |
| Luis Vega Torres | 400 m 4 nages  | 4 min 27 s 65 | 29e    | Non disputé  | Non disputé  | Éliminé | Éliminé |

| Athlète       | Épreuve          | Séries       | Séries | Demi-finales | Demi-finales | Finale   | Finale   |
| Athlète       | Épreuve          | Temps        | Rang   | Temps        | Rang         | Temps    | Rang     |
| ------------- | ---------------- | ------------ | ------ | ------------ | ------------ | -------- | -------- |
| Elisbet Gámez | 200 m nage libre | 2 min 0 s 56 | 23e    | Éliminée     | Éliminée     | Éliminée | Éliminée |

### Pentathlon moderne
| Athlète     | Compétition           | Escrime (épée, une touche) | Escrime (épée, une touche) | Natation (200 m nage libre) | Natation (200 m nage libre) | Natation (200 m nage libre) | Équitation (saut d'obstacles) | Équitation (saut d'obstacles) | Équitation (saut d'obstacles) | Combiné course/tir (3 200 m / pistolet à 10 m) | Combiné course/tir (3 200 m / pistolet à 10 m) | Combiné course/tir (3 200 m / pistolet à 10 m) | Total | Rang |
| Athlète     | Compétition           | Rang                       | Points                     | Temps                       | Rang                        | Points                      | Pénalités                     | Rang                          | Points                        | Temps                                          | Rang                                           | Points                                         | Total | Rang |
| ----------- | --------------------- | -------------------------- | -------------------------- | --------------------------- | --------------------------- | --------------------------- | ----------------------------- | ----------------------------- | ----------------------------- | ---------------------------------------------- | ---------------------------------------------- | ---------------------------------------------- | ----- | ---- |
| Lester Ders | Compétition masculine | 34e                        | 160                        | 2 min 1 s 45                | 15e                         | 308                         | EL                            | 33e                           | 0                             | 11 min 46 s 41                                 | 28e                                            | 594                                            | 1 062 | 36e  |
| Leydi Moya  | Compétition féminine  | 26e                        | 191                        | 2 min 17 s 96               | 29e                         | 275                         | 9.00                          | 15e                           | 291                           | 13 min 16 s 65                                 | 30e                                            | 504                                            | 1 261 | 26e  |

### Taekwondo
| Athlète     | Compétition   | Huitièmes de finale      | Quarts de finale    | Demi-finales        | Repêchage           | Finale / MB             | Rang                                |
| Athlète     | Compétition   | Adversaire Résultat      | Adversaire Résultat | Adversaire Résultat | Adversaire Résultat | Adversaire Résultat     | Rang                                |
| ----------- | ------------- | ------------------------ | ------------------- | ------------------- | ------------------- | ----------------------- | ----------------------------------- |
| Rafael Alba | Plus de 80 kg | Georgievski Défaite 8-11 | Non qualifié        | Non qualifié        | Gbané Victoire 8-2  | Sun Hongyi Victoire 5-4 | Médaille de bronze, Jeux olympiques |

### Tennis de table
| Athlète(s)                   | Compétition  | Tour préliminaire | 1er tour         | 2e tour          | 3e tour          | 4e tour                        | Quarts de finale | Demi-finales     | Finale / MB      | Rang     |
| Athlète(s)                   | Compétition  | Adversaire Score  | Adversaire Score | Adversaire Score | Adversaire Score | Adversaire Score               | Adversaire Score | Adversaire Score | Adversaire Score | Rang     |
| ---------------------------- | ------------ | ----------------- | ---------------- | ---------------- | ---------------- | ------------------------------ | ---------------- | ---------------- | ---------------- | -------- |
| Daniela Fonseca              | Simple dames | Lay Défaite 0-4   | Éliminée         | Éliminée         | Éliminée         | Éliminée                       | Éliminée         | Éliminée         | Éliminée         | Éliminée |
| Jorge Campos Daniela Fonseca | Double mixte | Non disputé       | Non disputé      | Non disputé      | Non disputé      | Franziska / Solja Défaitre 0-4 | Éliminés         | Éliminés         | Éliminés         | Éliminés |

### Tir
| Athlète       | Compétition                  | Qualification | Qualification | Finale  | Finale                             |
| Athlète       | Compétition                  | Points        | Rang          | Points  | Rang                               |
| ------------- | ---------------------------- | ------------- | ------------- | ------- | ---------------------------------- |
| Jorge Álvarez | Pistolet à 25 m tir rapide,  | 578           | 12e           | Éliminé | Éliminé                            |
| Leuris Pupo   | Pistolet à 25 m tir rapide,  | 583           | 5e            | 29      | Médaille d'argent, Jeux olympiques |
| Jorge Grau    | Pistolet à air comprimé 10 m | 574           | 19e           | Éliminé | Éliminé                            |

| Athlète          | Compétition                  | Qualification | Qualification | Finale   | Finale   |
| Athlète          | Compétition                  | Points        | Rang          | Points   | Rang     |
| ---------------- | ---------------------------- | ------------- | ------------- | -------- | -------- |
| Eglis Yaima Cruz | Carabine à air comprimé 10 m | 620,5         | 37e           | Éliminée | Éliminée |
| Eglis Yaima Cruz | Carabine à 50 m 3 positions  | 1 163         | 23e           | Éliminée | Éliminée |
| Laina Pérez      | Pistolet à air comprimé 10 m | 567           | 32e           | Éliminée | Éliminée |
| Laina Pérez      | Pistolet à 25 m,             | 582           | 14e           | Éliminée | Éliminée |

| Athlète                | Compétition                   | Qualification 1 | Qualification 1 | Qualification 2 | Qualification 2 | Finale / 3e place  | Finale / 3e place |
| Athlète                | Compétition                   | Points          | Rang            | Points          | Rang            | Adversaie Résultat | Rang              |
| ---------------------- | ----------------------------- | --------------- | --------------- | --------------- | --------------- | ------------------ | ----------------- |
| Jorge Grau Laina Pérez | Pistolet à air comprimé 10 m, | 568             | 14e             | Éliminés        | Éliminés        | Éliminés           | Éliminés          |